# 猬科
猬科（学名：Erinaceidae）属脊索动物门哺乳纲，可分成刺猬亚科和鼠猬亚科两个亚科。刺猬亚科，有刺而尾短，可见于欧亚大陆和非洲许多地区。鼠猬亚科，无刺而尾长，分布于东南亚，在中国南方也能见到。 過去蝟科多分類在食蟲目，但食蟲目實際上是一個多系群而非一個系統發生學上的分類群，因此目前猬科被归类于真盲缺目（Eulipotyphla）。

## 照片集

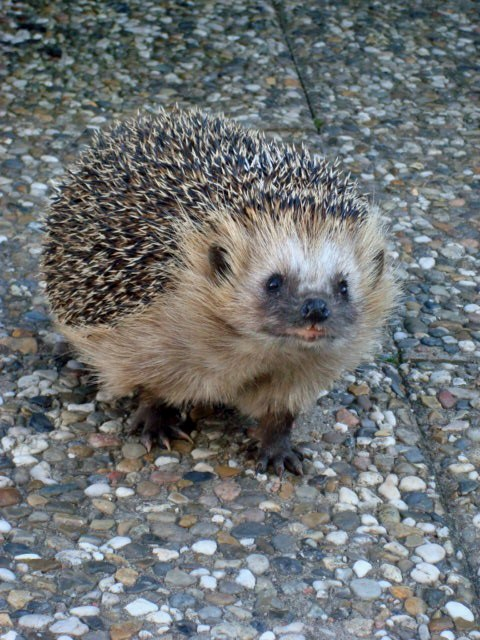
猬科(瑞典)
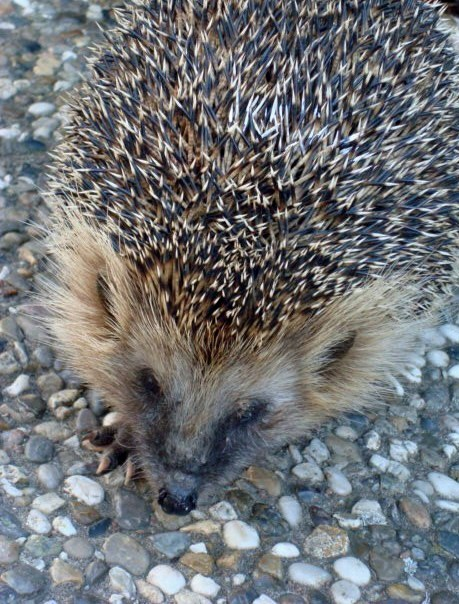
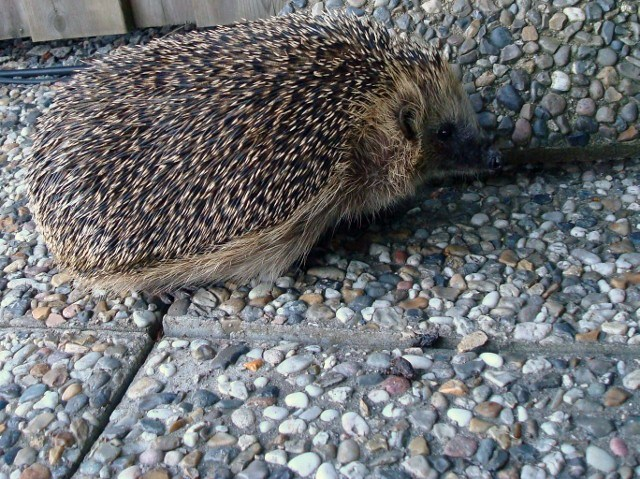

## 延伸阅读
[在维基数据编辑]
 《欽定古今圖書集成·博物彙編·禽蟲典·蝟部》，出自陈梦雷《古今圖書集成》